# Уорд, Лалла
Лалла Уорд (англ. Lalla Ward, род. 28 июня 1951, Лондон) — английская актриса и автор. Известна по своей роли Романы в телевизионном сериале «Доктор Кто».

## Семья
Её отец Эдвард Уорд был военным корреспондентом BBC в Финляндии в начале Второй мировой войны, в то время как её мать, Марджори Алиса Бэнкс, была писательницей и продюсером на BBC, специализировавшейся на театрализации документальных фильмов. Есть брат Эдвард, на два года моложе её, и сводный брат Уильям, на три года её старше. Прабабушка Мэри Уорд была иллюстратором и учёным-любителем и задокументирована как первый человек в мире, погибший в автомобильной аварии.

## Личная жизнь
В 1980 году шестнадцать месяцев была замужем за своим партнёром по съёмкам «Доктора Кто» Томом Бейкером. В течение многих лет близко дружила с Дугласом Адамсом. Он познакомил Лаллу с Ричардом Докинзом на её дне рождения в 1992 году, через несколько месяцев они поженились.

## Карьера
Сценическое имя «Лалла» исходит из её попытки в младенчестве произнести её имя. Окончила школу в 14 лет, потому что она «ненавидела каждую минуту её». Училась с 1968 по 1971 год в Центральной школе речи и драмы.

## Фильмография
| Год       |     | Русское название                    | Оригинальное название          | Роль                   |
| --------- | --- | ----------------------------------- | ------------------------------ | ---------------------- |
| 1969      | с   | Справочное пособие доктора Финли    | Dr. Finlay's Casebook          | Лесли                  |
| 1972      | ф   | Цирк вампиров                       | Vampire Circus                 | Хельга                 |
| 1972      | с   | Театр в кресле                      | Armchair Theatre               | Леди Маргарет          |
| 1975      | ф   | Бутон Розы                          | Rosebud                        | Маргарет               |
| 1977      | ф   | Принц и нищий                       | Crossed Swords                 | Принцесса Елизавета    |
| 1978      | с   | Профессионалы                       | The Professionals              | Джилл Хэйдон           |
| 1979—1981 | с   | Доктор Кто                          | Doctor Who                     | Принцесса Астра Романа |
| 1980      | тф  | BBC: Гамлет                         | Hamlet, Prince of Denmark      | Офелия                 |
| 1993      | тф  | Доктор Кто: Измерения во Времени    | Doctor Who: Dimensions in Time | Романа                 |
| 2013      | кор | (Почти) Пять Докторов: Перезагрузка | The Five(ish) Doctors Reboot   | Лалла Уорд             |